# Camille Montagne

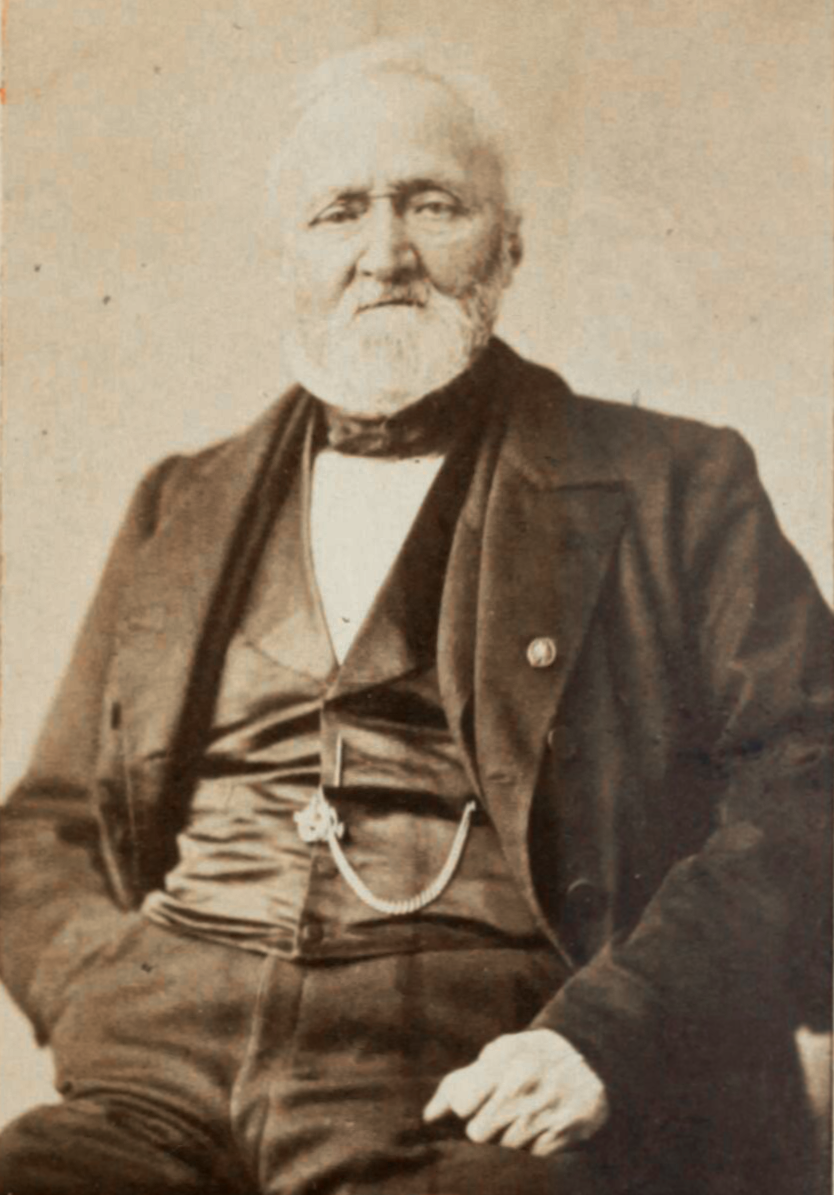
Camille Montagne.

Jean Pierre François Camille Montagne, född den 15 februari 1784 i Vaudoy (departementet Seine-et-Marne), död den 5 december 1866 i Paris, var en fransk militärläkare och kryptogamkännare. Auktorsnamnet Mont. kan användas för Camille Montagne i samband med ett vetenskapligt namn inom botaniken; se Wikipediaartiklar som länkar till auktorsnamnet.
Montagne bearbetade dels i många egna uppsatser, dels i andras arbeten, särskilt i några större reseverk, samlingar från många skilda länder och lämnade dessutom bidrag till de lägre växternas organografi och fysiologi. Plantes cellulaires (1845, med 20 kolorerade tavlor) utgör en bearbetning av kryptogamerna från Dumont d’Urvilles söderhavsexpedition 1837–1840.